# 谢德体
谢德体（1957年9月—），四川开江人，汉族，中华人民共和国学者，西南大学教授。

## 生平
毕业于西南农业大学土壤与农业化学专业。加入中国国民党革命委员会。担任民革中央委员、重庆市委副主委、西南大学图书馆馆长。2008年，当选第十一届全国政协委员，代表中国国民党革命委员会，分入第四组。2013年，担任全国人大代表。2018年2月24日，当选为第十三届全国人大代表。